# 118194 Sabinagarroni
118194 Sabinagarroni este un asteroid din centura principală de asteroizi.

## Descriere
118194 Sabinagarroni este un asteroid din centura principală de asteroizi. A fost descoperit pe 30 septembrie 1994 la observatorul astronomic din Farra d'Isonzo. Asteroidul prezintă o orbită caracterizată de o semiaxă mare de 2,39 ua, o excentricitate de 0,16 și o înclinație de 5,0° în raport cu ecliptica.